# コレピオケファレ
コレピオケファレ Colepiocephale とはカナダ・アルバータ州の白亜紀後期カンパニアン中期（約8000万～7550万年前）の地層から発見されている堅頭竜類に属する恐竜の属の一つ。模式種C. lambeiはもともとスタンバーグによって1945年にステゴケラスとして記載されていた。そして2003年にサリヴァンによって、独立の属として再分類された。C. lambeiはパキケファロサウルス類に特徴的なドーム状の頭をもつが、横と前鱗状骨のトゲがなく、前頭骨が急角度で下がり最初の二つの瘤は、頭頂骨と鱗状骨の境界の後縁の下に押し込まれている。